# Childebrand II
Pour les articles homonymes, voir Childebrand (homonymie).
Childebrand II est un noble carolingien de la fin du VIIIe siècle et du début du IXe siècle, de la famille des Nibelungides, fils probable de Nibelung Ier.

## Biographie
Il est connu comme missus envoyé dans l'Autunois à la demande de Moises, avoué du comte d'Autun. Léon Levillain l'identifie avec un autre comte Childebrand, cité en 826 dans le capitulaire d'Ingelheim, et envoyé l'année suivante en marche d'Espagne, mais il semble plus probable pour des raisons chronologiques que cet autre Childebrand soit un homonyme distinct, fils ou neveu de Childebrand II.

## Mariage et enfants
Aucun document ne lui attribue d'enfant. Trois Nibelungides sont connus à la génération suivante :
- Nibelung III, comte en 818[3] ;
- Thibert, comte de Madrie en 802 et en 822[4] ;
- Childebrand III, comte en Autunois en 796, mort entre 827 et 836[5].

Les prénom des enfants de Childebrand III montrent un lien de parenté entre ce dernier et les Guilhemides. Le prénom de Thibert (Teutbert ou Théodebert) de Madrie laisse supposer que cette parenté passe par une épouse nibelungide de la génération de Childebrand II plutôt qu'à celle de Childebrand III. Il paraît logique de considérer Thibert de Madrie et Childebrand III comme frère et fils d'une Wilhelmide. La question est de savoir qui est leur père, entre Nibelung II et Childebrand II :
- d'une part un faux acte de Pépin Ier d'Aquitaine indique que Thibert de Madrie était fils d'un Nibelung. Est-ce une invention, ou l'introduction d'un fait réel dans le faux, comme le pratiquent souvent les faussaires du Moyen Âge pour donner une vraisemblance à leur production ?
- d'autre part, l'épouse wilhelmide d'un Nibelungide ne peut chronologiquement qu'être une sœur de saint Guillaume de Gellone. Les seules sœurs connues sont Abba et Berta, citées comme religieuses en 804. Cela signifie que si l'une d'elles s'est mariée, elle est veuve à cette date. Or Childebrand II n'est plus cité à partir de 796, tandis que Nibelung II est encore vivant en 805[6].

## Inspiration littéraire
L'écrivain Marc Paillet a utilisé le personnage de Childebrand dans une série de romans médiévaux, où Childebrand et un abbé saxon du nom d'Erwin, tous deux missi diminici,  sont chargés de résoudre plusieurs enquêtes dans l'Empire carolingien. Le premier de ces romans, Le poignard et le poison relate justement cette mission à Autun (avec cependant beaucoup de variations).